# ویراپان (فیلم ۲۰۱۶)
ویراپان (به انگلیسی: Veerappan) فیلمی هندی محصول سال ۲۰۱۶ و به کارگردانی رام گوپال وارما است. در این فیلم بازیگرانی همچون ساندیپ بهاردواج، ساچین جوشی، لیسا ری، اوشا جادهاو، چتانیا ادیب و زرین خان ایفای نقش کرده‌اند.